# Bungarus caeruleus
Bungarus caeruleus é uma espécie de serpente altamente venenosa pertencente ao gênero Bungarus da família Elapidae. Nativa do sul da Ásia, está amplamente distribuída pela Índia, Paquistão, Bangladesh, Sri Lanka e Nepal, habitando diversos ambientes, como pastagens, campos agrícolas e assentamentos humanos. A espécie é noturna e caracteriza-se por seu corpo preto ou preto-azulado com faixas transversais brancas estreitas, geralmente atingindo comprimentos de 0,9 a 1,2 m. Conhecida por seu potente veneno neurotóxico, é uma das quatro espécies de serpentes responsáveis pela maioria dos casos de mordidas de importância médica no sul da Ásia.

## Descrição

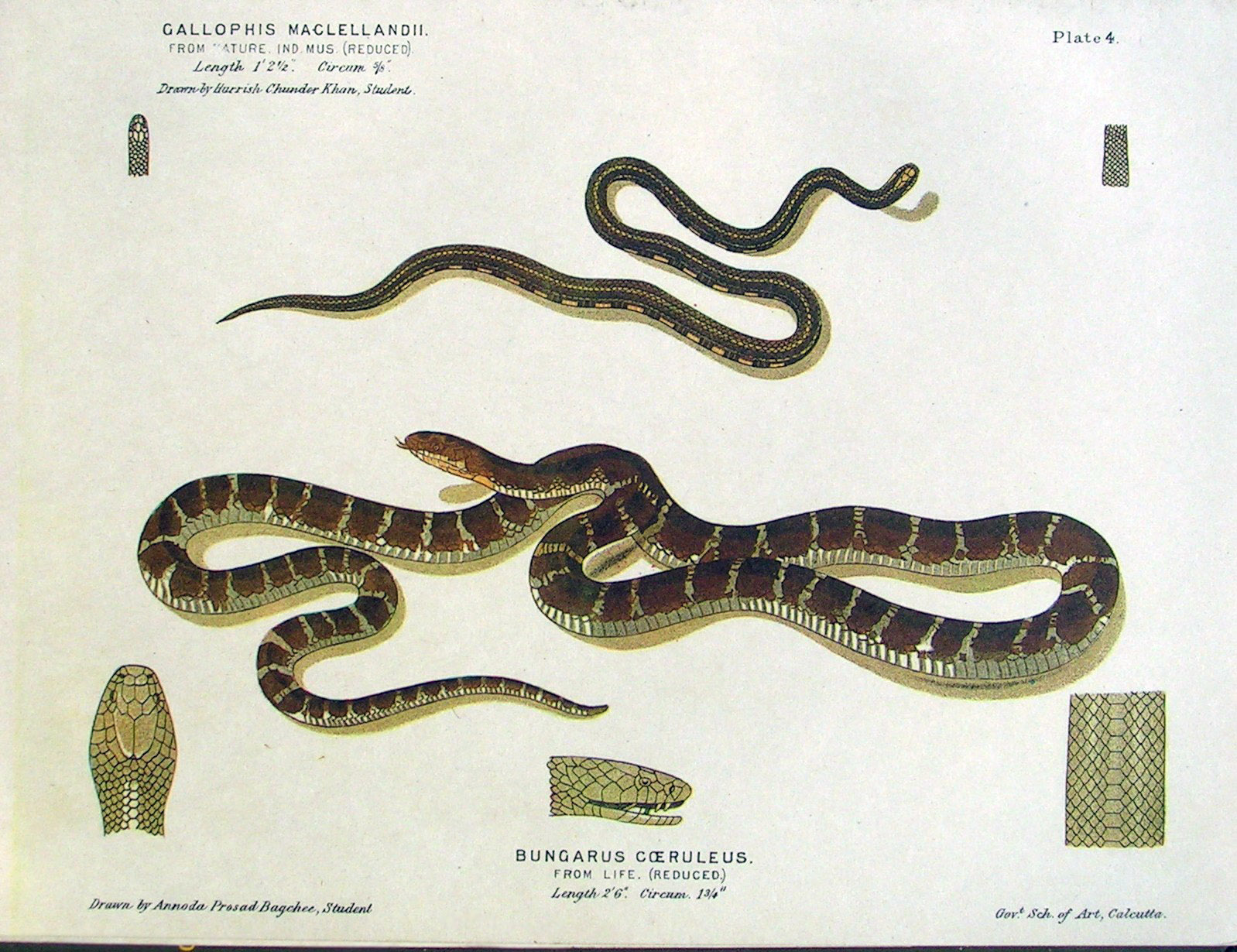
B. caeruleus

O comprimento médio de B. caeruleus é de 0,9 m, mas pode alcançar até 1,75 m. Os machos são mais longos que as fêmeas, com caudas proporcionalmente mais compridas. A cabeça é achatada e o pescoço é pouco visível. O corpo é cilíndrico, afinando em direção à cauda. A cauda é curta e arredondada. Os olhos são relativamente pequenos, com pupilas arredondadas, indistinguíveis em vida. As escamas da cabeça são normais, sem escamas loreais; quatro escamas estão presentes ao longo da margem do lábio inferior; a terceira e a quarta escamas supraoculares tocam o olho. As escamas são altamente polidas, dispostas em 15–17 fileiras; a fileira vertebral é distintamente alargada e hexagonal. As escamas ventrais variam de 185 a 225, e as caudais de 37 a 50, totalmente intactas.
A coloração é geralmente preta ou preto-azulada, com cerca de 40 faixas transversais brancas finas, que podem ser indistintas ou ausentes na parte anterior. Espécimes albinos podem ser encontrados, embora sejam extremamente raros. O padrão é completo e bem definido nos jovens, que apresentam faixas transversais conspícuas mesmo na parte anterior; em indivíduos mais velhos, as linhas brancas estreitas podem aparecer como uma série de pontos conectados, com um ponto proeminente na região vertebral. Uma mancha pré-ocular branca pode estar presente; os lábios superiores e a barriga são brancos.

## Distribuição e habitat
B. caeruleus está amplamente distribuída pelo sul da Ásia, incluindo Índia, Paquistão, Bangladesh, Sri Lanka, Nepal e possivelmente Butão. Sua distribuição se estende a oeste até o Afeganistão e, potencialmente, partes do Irã. Na Índia, está presente em todo o país, incluindo as Ilhas Andaman e Nicobar.
Esta serpente habita uma ampla variedade de ambientes, incluindo selvas arbustivas, pastagens, campos agrícolas, áreas semidesérticas, terrenos rochosos e jardins suburbanos. É frequentemente encontrada em paisagens modificadas pelo homem, como plantações e terras cultivadas. Costuma se abrigar em montes de cupins, tocas de ratos ou sob detritos. Está particularmente associada a áreas próximas a fontes de água, como riachos, canais e lagos.
A espécie demonstra alta adaptabilidade a diversos habitats e é comum em áreas rurais, onde populações de roedores são abundantes. Durante a estação das monções, frequentemente entra em residências humanas em busca de abrigo ou presas. Essa adaptabilidade contribuiu para a estabilidade de sua população, apesar de ameaças localizadas, como fragmentação de habitat e perseguição humana.

## Comportamento e ecologia

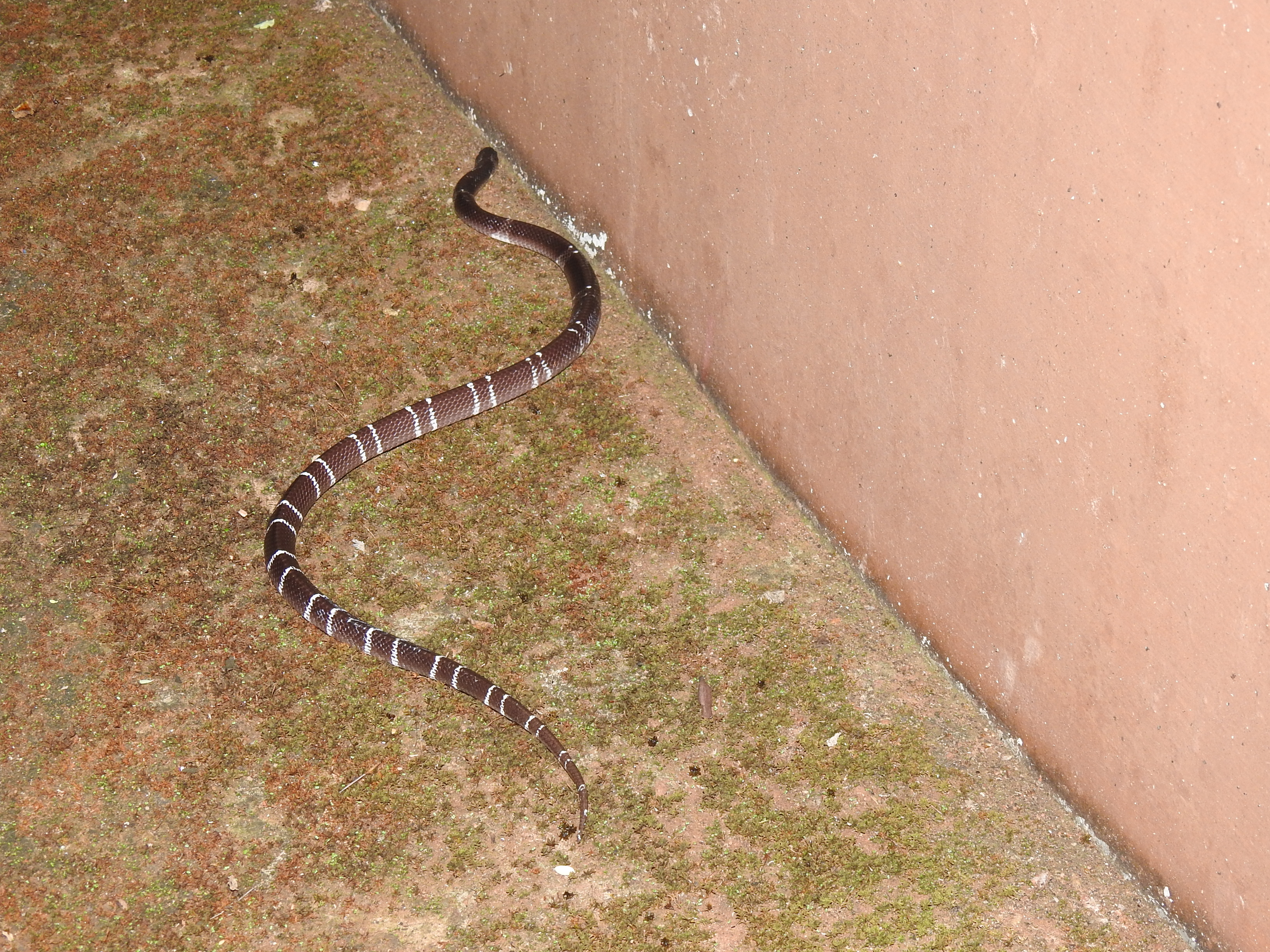
Bungarus caeruleus

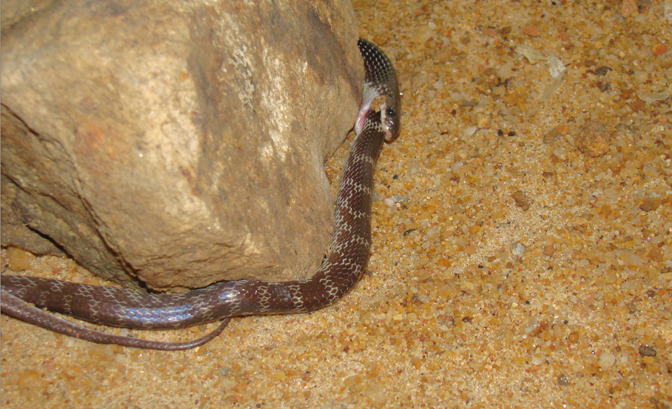
Bungarus caeruleus comendo uma en

B. caeruleus é uma serpente não-agressiva, mais ativa à noite, quando caça presas e se move pelo ambiente. Durante o dia, permanece inativa e se esconde em locais ocultos, como tocas de roedores, montes de cupins ou sob detritos. Esse comportamento discreto torna difícil avistá-la durante o dia. Apesar de seu veneno potente, geralmente não é agressiva e prefere evitar confrontos. Quando ameaçada, costuma se enrolar firmemente com a cabeça escondida sob o corpo como postura defensiva. Pode achatar o corpo ou fazer movimentos bruscos como aviso, mas raramente morde, a menos que seja provocada. À noite, no entanto, pode se tornar mais ativa e agressiva se perturbada. Registros de pessoas mordidas enquanto dormem no chão são comuns. Há debates sobre se essas mordidas são defensivas ou predatórias.

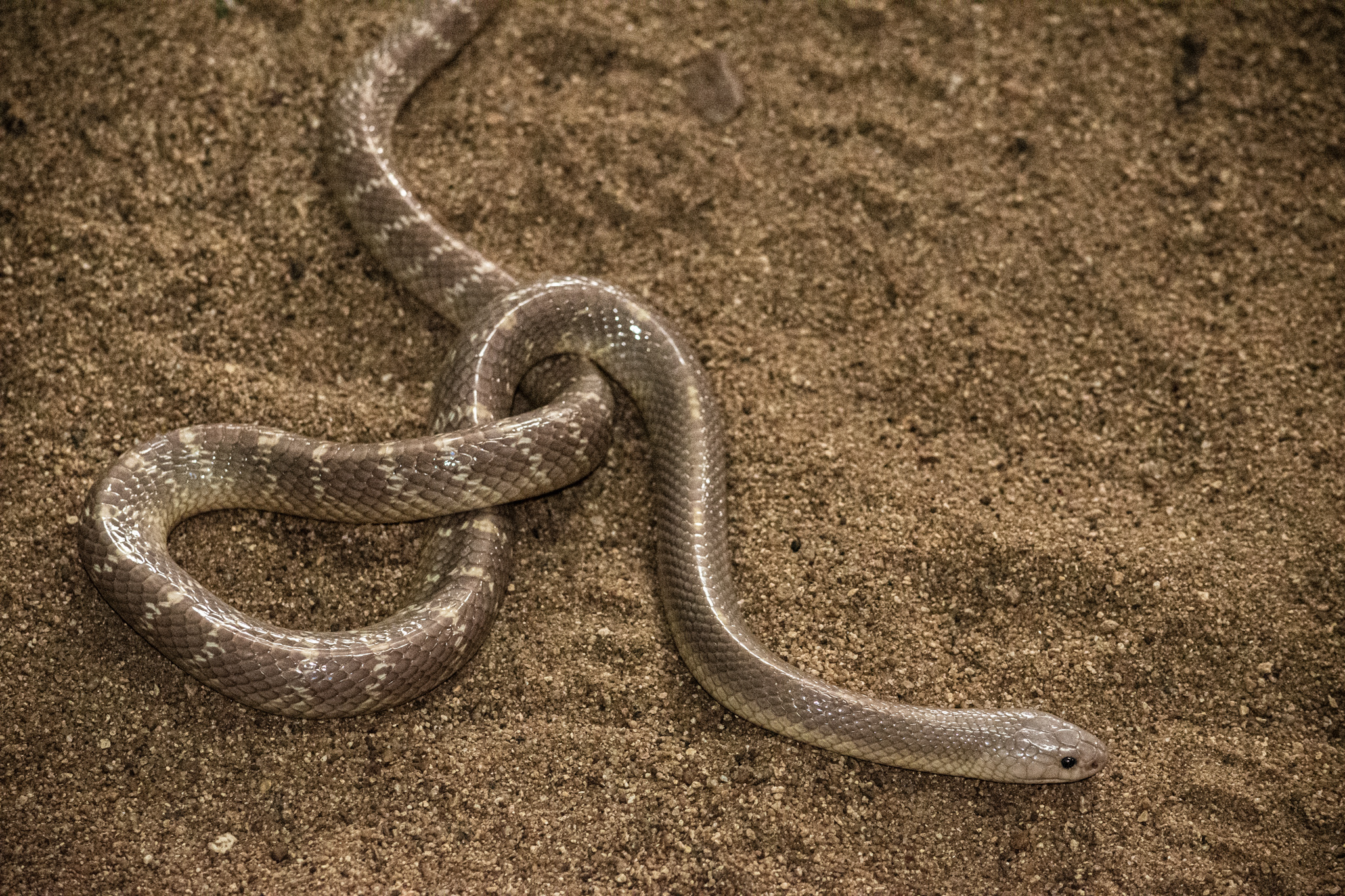
Um caso raro de albinismo em Bungarus

### Dieta
Bungarus caeruleus alimenta-se principalmente de outras serpentes, incluindo cobras venenosas como outras Bungarus e víboras. Também se alimenta de pequenos roedores, lagartos, aves e rãs. Canibalismo e necrofagia são conhecidos nesta espécie. Os jovens são conhecidos por se alimentar de artrópodes e cobras-cegas da família Typhlopidae.

### Reprodução
B. caeruleus é ovípara. As fêmeas depositam ninhadas de 5 a 15 ovos durante o final do inverno ou os meses de verão em áreas isoladas, como folhagem ou tocas. Diferentemente de muitas espécies de serpentes, as fêmeas exibem cuidado parental, protegendo seus ovos até a eclosão, que ocorre após cerca de 60 dias. Os filhotes emergem totalmente independentes e equipados com veneno desde o nascimento. Os machos são conhecidos por exibir comportamentos de combate.

## Veneno
Essa espécie possui um dos venenos mais potentes (em humanos) entre as serpentes indianas, possivelmente superado apenas pela Bungarus sindanus [en]. Mordidas sem envenenamento, ou seja, mordidas secas, não são incomuns. Em camundongos, os valores de LD50 de seu veneno são 0,325 mg/kg por via subcutânea, 0,169 mg/kg por via intravenosa e 0,089 mg/kg por via intraperitoneal. O rendimento médio de veneno é de 10 mg (peso seco). A dose letal estimada para humanos é de 2–3 mg.

### Composição do veneno
O veneno é dominado por fosfolipases A2 (PLA2), que constituem aproximadamente 64,5% de seu proteoma, com β-bungarotoxinas pré-sinápticas (semelhantes às β-caerulotoxinas) sendo os principais componentes neurotóxicos. Essas toxinas danificam irreversivelmente os terminais dos nervos motores, esgotando as vesículas sinápticas e interrompendo a liberação de acetilcolina, levando ao bloqueio neuromuscular. Além disso, 15–19% do veneno consiste em α-neurotoxinas pós-sinápticas (κ-bungarotoxinas), que inibem competitivamente os receptores nicotínicos de acetilcolina nas junções neuromusculares. Notavelmente, o veneno não possui agentes pró-coagulantes ou citotóxicos, explicando a ausência de danos teciduais locais ou inchaço nos locais de mordida.
B. caeruleus é noturna e raramente encontra humanos durante o dia; os incidentes ocorrem principalmente à noite. A serpente possui presas relativamente pequenas e, frequentemente, a mordida causa pouca ou nenhuma dor, podendo passar despercebida, especialmente se a vítima estiver dormindo, o que pode fornecer uma falsa sensação de segurança. As mordidas geralmente apresentam efeitos locais mínimos ou inexistentes, como inchaço ou sangramento no local. Essas características muitas vezes dificultam a localização do ponto de mordida em alguns casos. Tipicamente, as vítimas relatam cólicas abdominais severas e dificuldade respiratória acompanhadas de paralisia progressiva. A progressão clínica é rápida, e a morte pode ocorrer em cerca de 4–8 horas se não tratada. A causa da morte é geralmente insuficiência respiratória, ou seja, asfixia.
Os poucos sintomas da mordida incluem contração dos músculos faciais em 1–2 horas após a mordida e incapacidade da vítima de enxergar ou falar; se não tratada, o paciente pode morrer de paralisia respiratória em 4–5 horas. Um estudo de toxicologia clínica relata uma taxa de mortalidade não tratada de até 70–80%. A resistência ao tratamento com soro antiofídico polivalente é provável uma vez que a paralisia já tiver se instalado, e, portanto, a administração imediata do soro é recomendada, independentemente da apresentação de sintomas neurotóxicos. A neostigmina, um anticolinesterásico eficaz na neutralização de neurotoxinas pós-sinápticas (como as das cobras Naja), não é útil contra o veneno de B. caeruleus ou Daboia russelii, que consiste predominantemente de neurotoxinas pré-sinápticas.
Os soros antiofídicos atuais, embora salvem vidas, requerem otimização para abordar variações biogeográficas do veneno e melhorar a potência de neutralização em toda a sua distribuição.